# Kościół Matki Boskiej Nieustającej Pomocy w Bydgoszczy

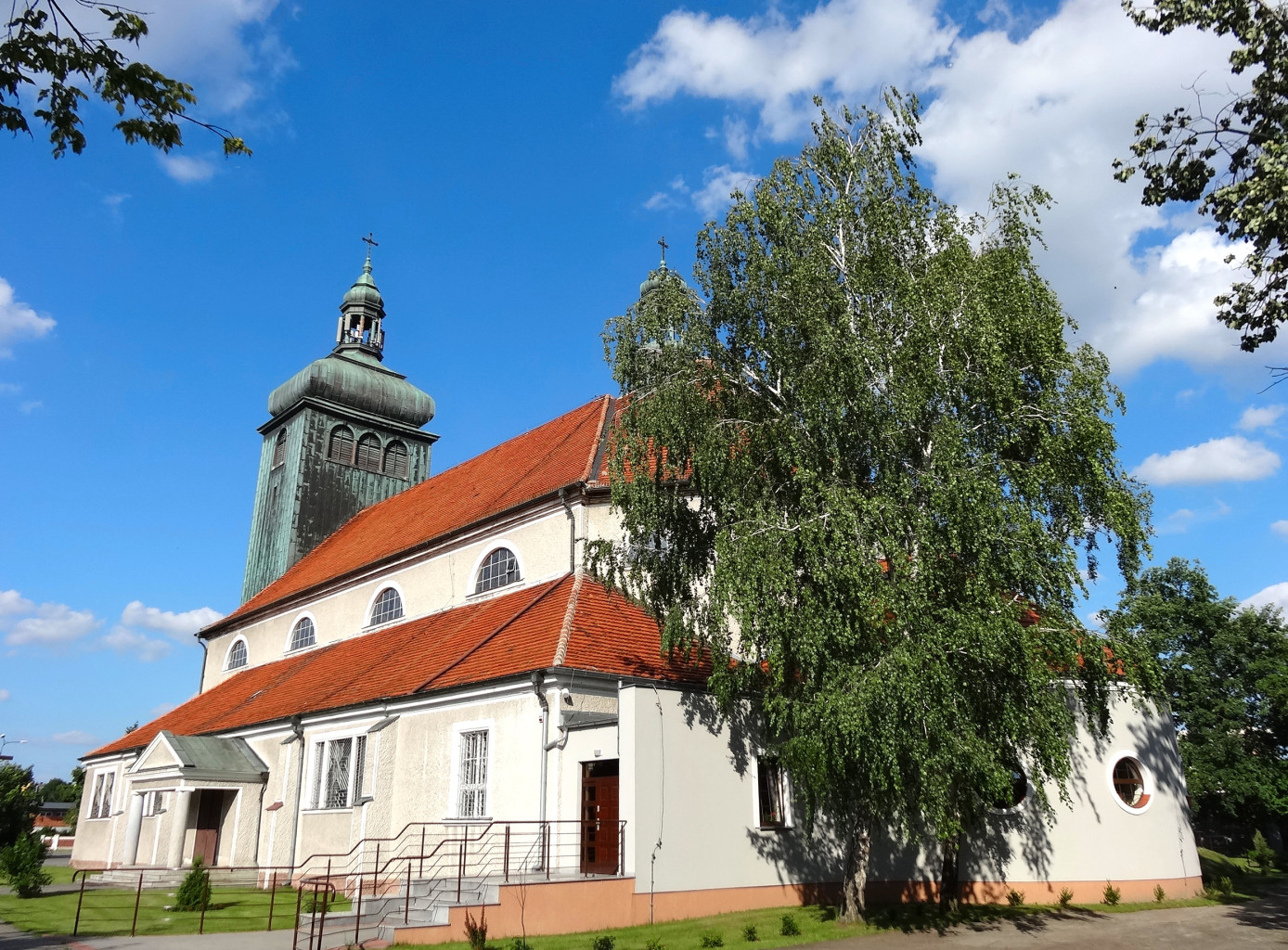
Budynek kościoła

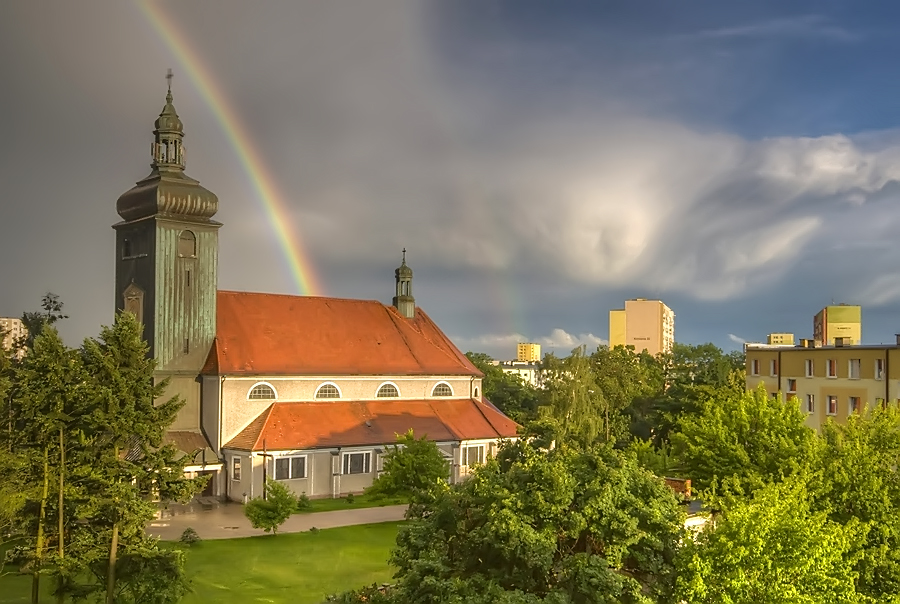
Tęcza

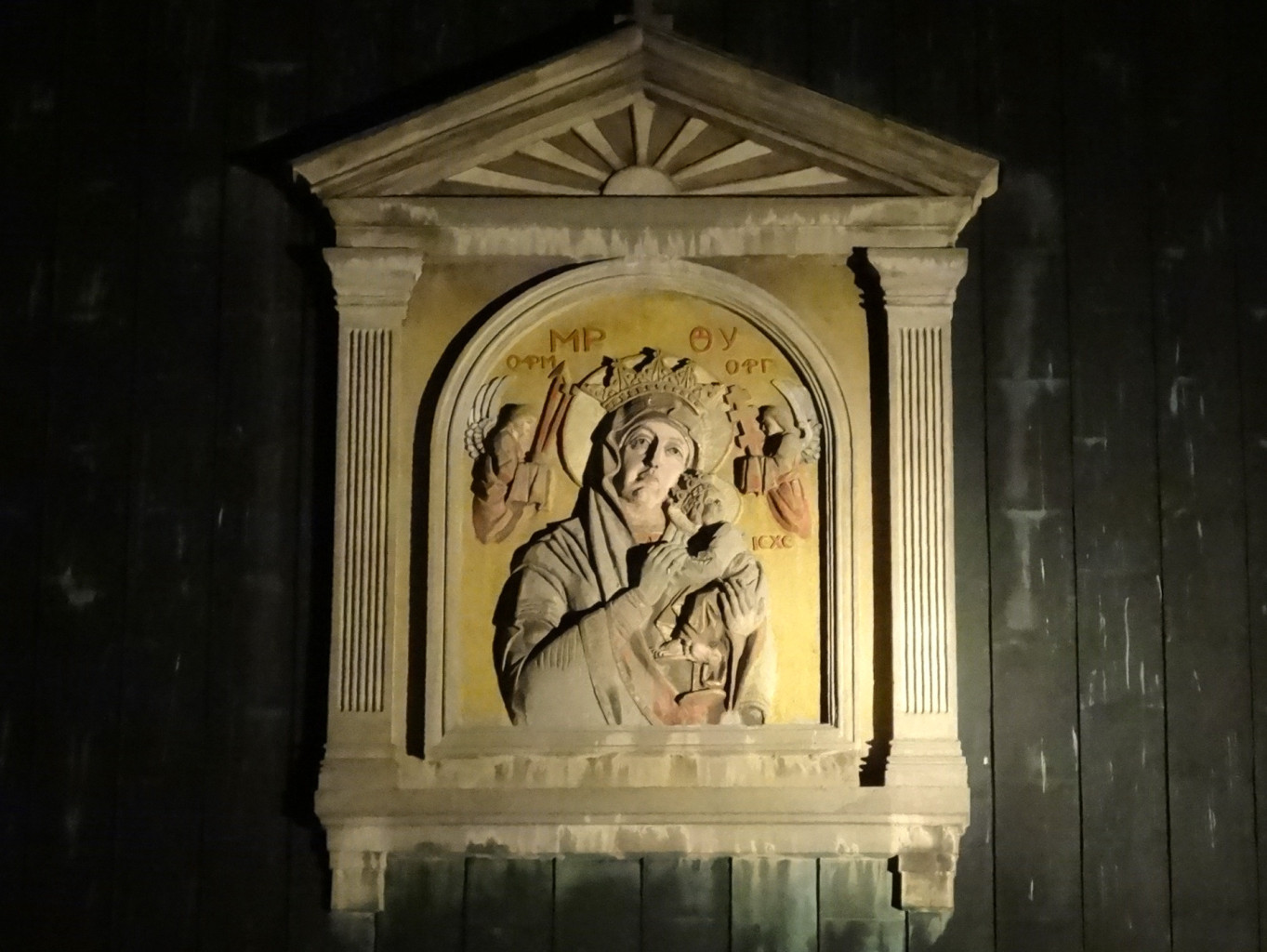
Wizerunek Matki Boskiej Nieustającej Pomocy na wieży

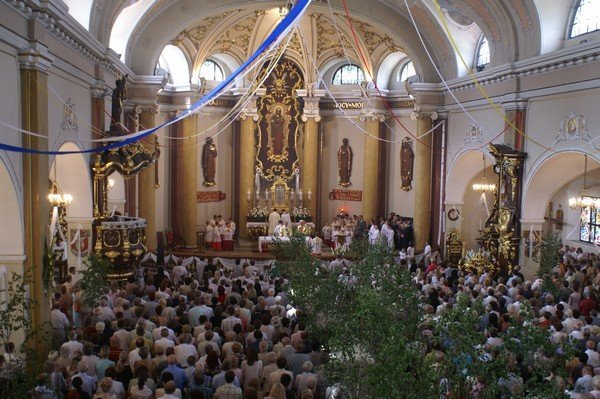
Wnętrze

Kościół Matki Boskiej Nieustającej Pomocy w Bydgoszczy – kościół położony w Bydgoszczy, którego patronem jest Matka Boska Nieustającej Pomocy.

## Położenie
Kościół znajduje się przy ul. Ugory 16, na osiedlu Szwederowo w Bydgoszczy.

## Historia
Starania o budowę kościoła katolickiego na Szwederowie sięgają przełomu XIX i XX wieku. Władze pruskie opierały się jednak wydzieleniu nowych parafii rzymskokatolickich, obawiając się szybszej integracji w nich żywiołu polskiego. Mimo że w latach 1870–1910 przedmieście Szwederowo stanowiło główne skupisko ludności polskiej i katolickiej w Bydgoszczy, władze doprowadziły jedynie do budowy na tym terenie kościoła ewangelicko-unijnego (1906) 
W 1917, po wizytacji bydgoskiej parafii farnej, ówczesny arcybiskup gnieźnieński i poznański Edmund Dalbor powziął decyzję o potrzebie erygowania parafii na Szwederowie, a do czasu jej ustanowienia desygnował dla obsługi duszpasterskiej tego obszaru i budowy kościoła ks. Jana Konopczyńskiego, wikarego parafii farnej. Powołano również Katolickie Stowarzyszenie Budowy Kościołów w Bydgoszczy i Okolicy.  
W sierpniu 1917 Stowarzyszenie nabyło pod budowę przyszłego kościoła działki położone przy ul. ks. Ignacego Skorupki 2-4 i 8-10, a w końcu roku Edmund Pitak opracował wstępny projekt świątyni. Z uwagi na trwającą wojnę nie udało się jednak przystąpić do jego budowy.
Odpowiednie warunki do budowy kościoła zaistniały dopiero po odzyskaniu niepodległości przez państwo polskie w 1920. Szwederowo zostało włączone w obręb miasta Bydgoszczy, a dotychczasową parafię farną podzielono na cztery okręgi duszpasterskie. Wśród nich znalazł się okręg szwederowski z 6,7 tys. mieszkańców.
Początkowo z powodu braku kościoła, w niedziele i święta msze św. odprawiano pod gołym niebem, w dni powszednie w kuchni dla ubogich przy ul. Orlej 66. Później prowizoryczny kościół urządzono w nabytej sali tanecznej i restauracji Conitzera przy ul. Dąbrowskiego 2.
Adaptację sali na tymczasowy kościół przeprowadził bezpłatnie Paweł Kukliński przy pomocy parafian. Prace sfinansowano z dobrowolnych ofiar. 
Sali służącej tymczasowo jako kościół, nie nadano formalnie tytułu, ale w ołtarzu głównym umieszczono obraz Matki Boskiej Nieustającej Pomocy, pochodzący z parafii farnej.
10 kwietnia 1924 ks. kard. Edmund Dalbor dokonał podziału parafii farnej i erygował na Szwederowie parafię pw. Matki Boskiej Nieustającej Pomocy.
W następstwie wzrostu liczby mieszkańców Szwederowa prowizoryczny kościół stał się za mały, dlatego palącym problemem stała się budowa większej świątyni. Mimo że już w 1923 Rada Miejska Bydgoszczy przekazała grunt pod budowę kościoła  przy ul. Orlej i Dąbrowskiego, proboszcz ks. Jan Konopczyński postanowił zbudować kościół na ogólnie dostępnym, wolnym terenie. W związku z tym w styczniu 1926 r. zakupił nieruchomość przy ul. Ugory 8-9 z przeznaczeniem pod budowę kościoła.
Pierwotnie projektowano budowę o konstrukcji z pruskiego muru, jednak za radą architekta Stefana Cybichowskiego z Poznania, postanowiono powiększyć kościół o jedno przęsło i zbudować nawę z żelazobetonu. Projekt ukończono w maju 1926, a wznoszenie świątyni rozpoczęto w październiku. W pracach pomagało codziennie bezinteresownie ok. 150 mieszkańców dzielnicy.  Mury, dach i wieżę ukończono w 1927, ale upiększanie i wyposażanie świątyni trwało do 1937.
Środki na budowę pochodziły od osób prywatnych, instytucji, stowarzyszeń, szkół i przedsiębiorstw. Jedną z form gromadzenia funduszy były: loterie fantowe, zabawy charytatywne oraz darowizny materiałów budowlanych. Wiele środków zaoszczędzono dzięki darmowej pracy mieszkańców i obywateli.
7 marca 1927 budowę wizytował prymas Polski ks. kard. August Hlond. Postępem prac interesował się też bp Antoni Laubitz, podczas wizytacji parafii w dniu 19 maja 1928, który też wspomógł finansowo budowę.
W 1927 parafia otrzymała z Kurii Metropolitalnej w Warszawie XIV-wieczny dzwon „św. Jan Apostoł” o wadze ok. 300 kg, rewindykowany z Rosji z nieistniejącego już kościoła na Kresach Wschodnich. Z zakupionych XVI-XVII-wiecznych sygnaturek w Pustelniku pod Warszawą odlano drugi dzwon „Matka Boska Nieustającej Pomocy” o wadze ok. 500 kg. Wzniesiono też budynek nowej plebanii według projektu architekta Stefana Cybichowskiego.
Poświęcenie nowo zbudowanego kościoła nastąpiło 28 października 1928, a uroczysta introdukcja proboszcza 23 lutego 1930. 
W 1933 arch. Marianowi Andrzejewskiemu z Poznania powierzono zaprojektowanie barokowego wnętrza świątyni. W 1937 zakończono budowę ołtarzy.
Lata 1924–1939 stanowiły okres tworzenia się wspólnoty parafialnej, czas jego zasadniczego wzrostu duchowego. W tym czasie powstało w parafii 19 bractw i stowarzyszeń katolickich.
W czasie okupacji hitlerowskiej kościół był czynny, ale wydany został zakaz używania języka polskiego zarówno w czasie nabożeństw, jak również w kontaktach prywatnych. Mimo zagrażających konsekwencji aresztowania i wywiezienia do obozu koncentracyjnego, księża w parafii słuchali często spowiedzi w języku polskim oraz  przygotowywali dzieci do I komunii św.
W tym czasie plebania szwederowska stanowiła komórkę kontaktową AK i miejsce „tajnego miniseminarium duchownego”.
II wojna światowa spowodowała niemałe uszkodzenia kościoła. Na znacznej powierzchni rozerwana została powała nad nawą główną, w 60% zniszczone dachy.
W 1946 przystąpiono do prac remontowych. W efekcie ogólnomiejskich zbiórek pieniężnych, przeprowadzono restaurację wnętrza kościoła przez art. plast. Władysława Pacholskiego.
Odnowiona świątynia została 29 czerwca 1947 konsekrowana przez ks. bp dr Lucjana Bernackiego, biskupa pomocniczego gnieźnieńskiego.
W okresie powojennym dokonano szeregu remontów i wzbogacono wystrój świątyni i jej otoczenia:
- 1947 –  świątynię odmalowano i wzbogacono o witraż[6], upamiętniający mieszkańców Szwederowa, zamordowanych na cmentarzu przykościelnym w dniu 10 września 1939 r., zawieszono nowy dzwon „Święty Wojciech” o wadze 750 kg, przekazany parafii przez Okręgowy Urząd Likwidacyjny w Bydgoszczy, w miejsce dzwonów zabranych przez Niemców;
- 1948 – kościół wyposażono w organy z kościoła poewangelickiego z Mąkowarska.
- 1949 – w miejscu krzyża misyjnego z 1937 r. zniszczonego przez Niemców, ustawiono nowy;
- 1952–1956 –  dobudowano, mimo braku pozwolenia władz i nałożonych z tego tytułu kar, zakrystię i kotłownię, wykonano ambonę, nową chrzcielnicę i drewniany krzyż ścienny projektu art. plast. Sylwestra Kryski, kolejne witraże proj. E. Kwiatkowskiego oraz obraz św. Judy Tadeusza;
- 1957 r. - założono półokrągłe górne okna witrażowe zaprojektowane przez E. Kwiatkowskiego;
- 1958–1962 r. - przeprowadzono generalny remont kościoła;
- 1965 – w północno-zachodniej części placu przykościelnego odsłonięto pomnik dłuta art. rzeźb. Józefa Makowskiego upamiętniający śmierć parafian zamordowanych 10 września 1939 r.;
- 1969–1970 – przełożono dach świątyni;
- 1974 – odnowione zostało wnętrze kościoła i uporządkowano teren przykościelny;
- 1975 – zbudowano Dom Katechetyczny;
- 1976 – przeprowadzono remont i konserwację wieży;
- 1981–1982 – ułożono posadzkę marmurową w kościele;
- 1989 – zrekonstruowano, po 50 latach od zniszczenia przez Niemców, Krzyż Pamiątkowy Roku Jubileuszowego 1935 r. usytuowany u zbiegu ulic ks. Ignacego Skorupki i Orlej;
- 1990–2000 – dokonano kompleksowych prac malarskich wnętrza kościoła i zrealizowano prace blacharskie.

## Architektura
Forma architektoniczna świątyni powstała w kontekście poszukiwania stylu narodowego w architekturze w latach 20. XX wieku. Kościół jest przykładem historyzmu z elementami ludowymi.

## Wygląd zewnętrzny
Świątynia jest trójnawowa, o układzie bazylikowym, czteroprzęsłowa, z zamkniętym pięciobocznie prezbiterium skierowanym na południe oraz masywną wieżą od frontu. 
Według planów architektonicznych świątynia miała być o jedno przęsło krótsza, o konstrukcji ryglowej obłożonej z zewnątrz deskami. Na takie rozwiązanie nie zezwalały jednak przepisy przeciwpożarowe. A zatem korpus budowli otynkowano, a wieżę obito blachą miedzianą.
Wygląd zewnętrzny kościoła nasuwa skojarzenie z architekturą ludową. Proweniencję taką ma zarówno spłaszczony hełm wieży, jak też otoczenie głównego wejścia portykiem kolumnowym. Do stylu tego nawiązywały również pierwotne okna o podziale krzyżowym, zmienione po II wojnie światowej oraz dobudowany portyk od strony zachodniej.

### Wnętrze
Wnętrze świątyni ma formę neobarokową. Nawy rozdzielają spłaszczone arkady ze stiukowymi zwornikami w formie kartuszy z ornamentem rocaillowym i kratką regencyjną.
Nawy i prezbiterium z trójboczną absydą nakryte są spłaszczonymi sklepieniami kolebkowymi z lunetami. Prezbiterium uzyskało monumentalny charakter dzięki otoczeniu go sześcioma kolumnami z jońskimi kapitelami. Na kolumnach wsparto też owalny, murowany chór muzyczny nad wejściem głównym.
We wnętrzu znajdują się monumentalne polichromie wykonane przez poznańskiego artystę Leona Drapiewskiego. W ołtarzu głównym znajduje się obraz Matki Boskiej Nieustającej Pomocy, wykonany w latach 30. XX wieku w Bawarii.

## Galeria

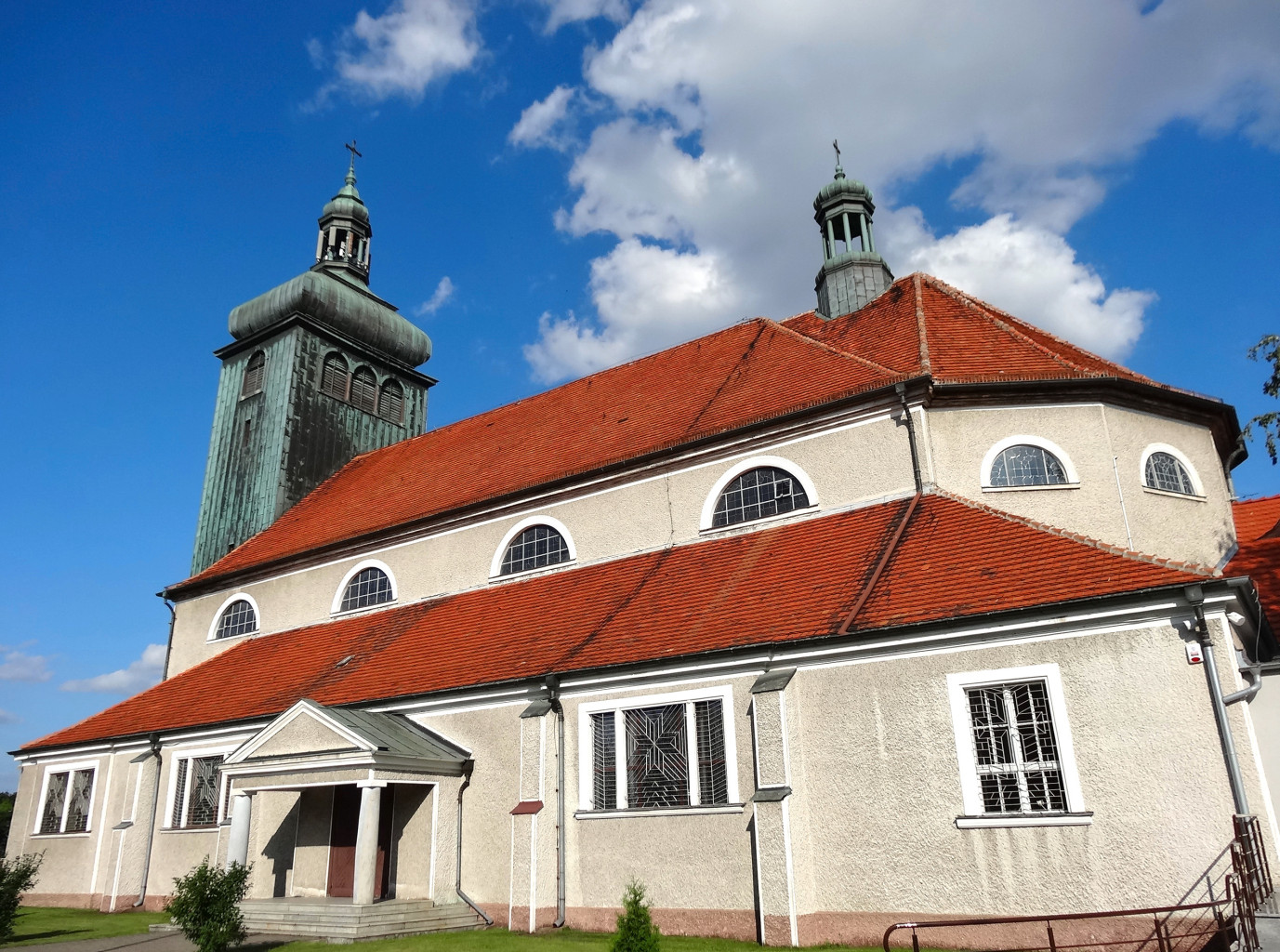
Kościół od zachodu
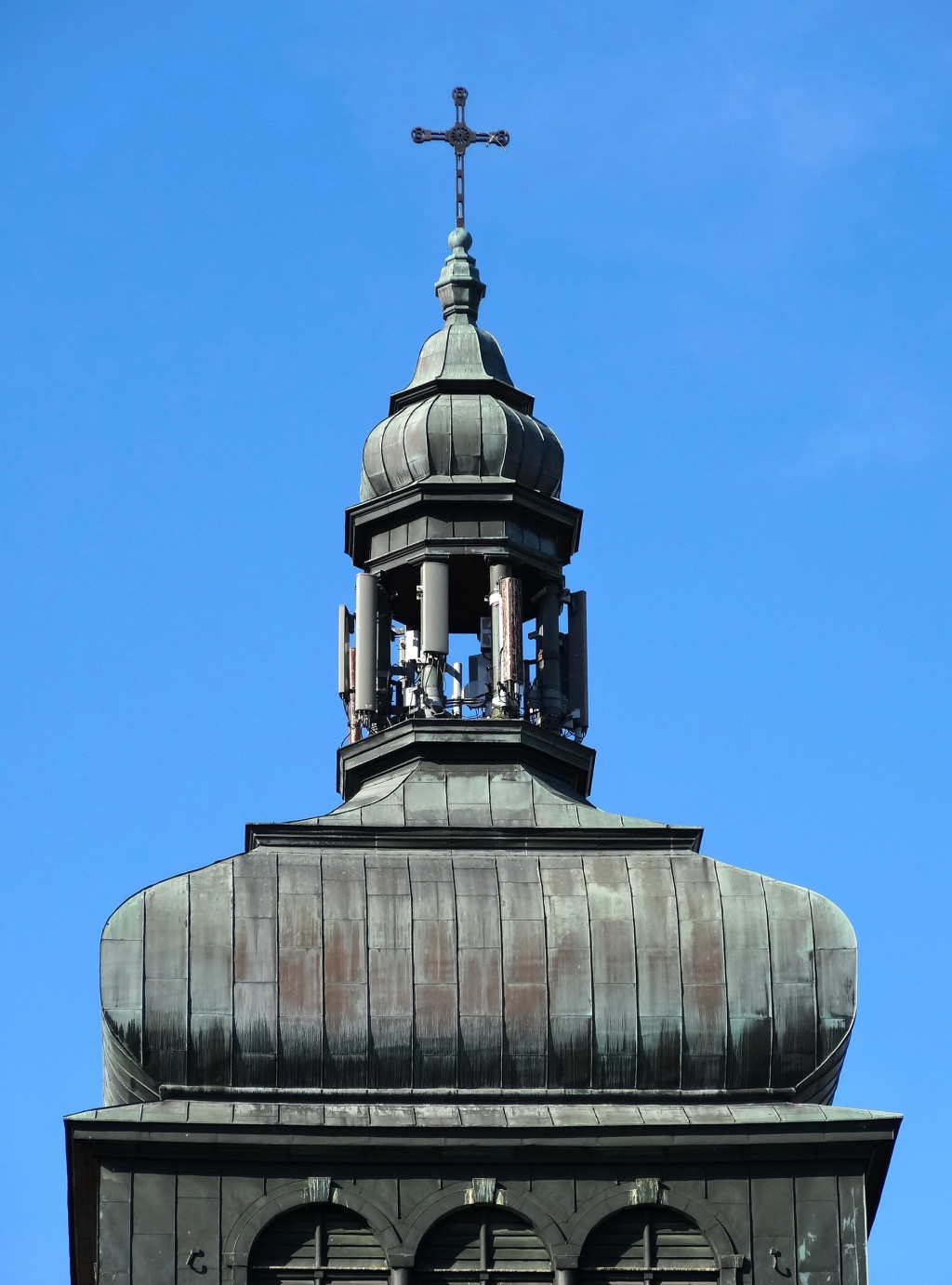
Wieża
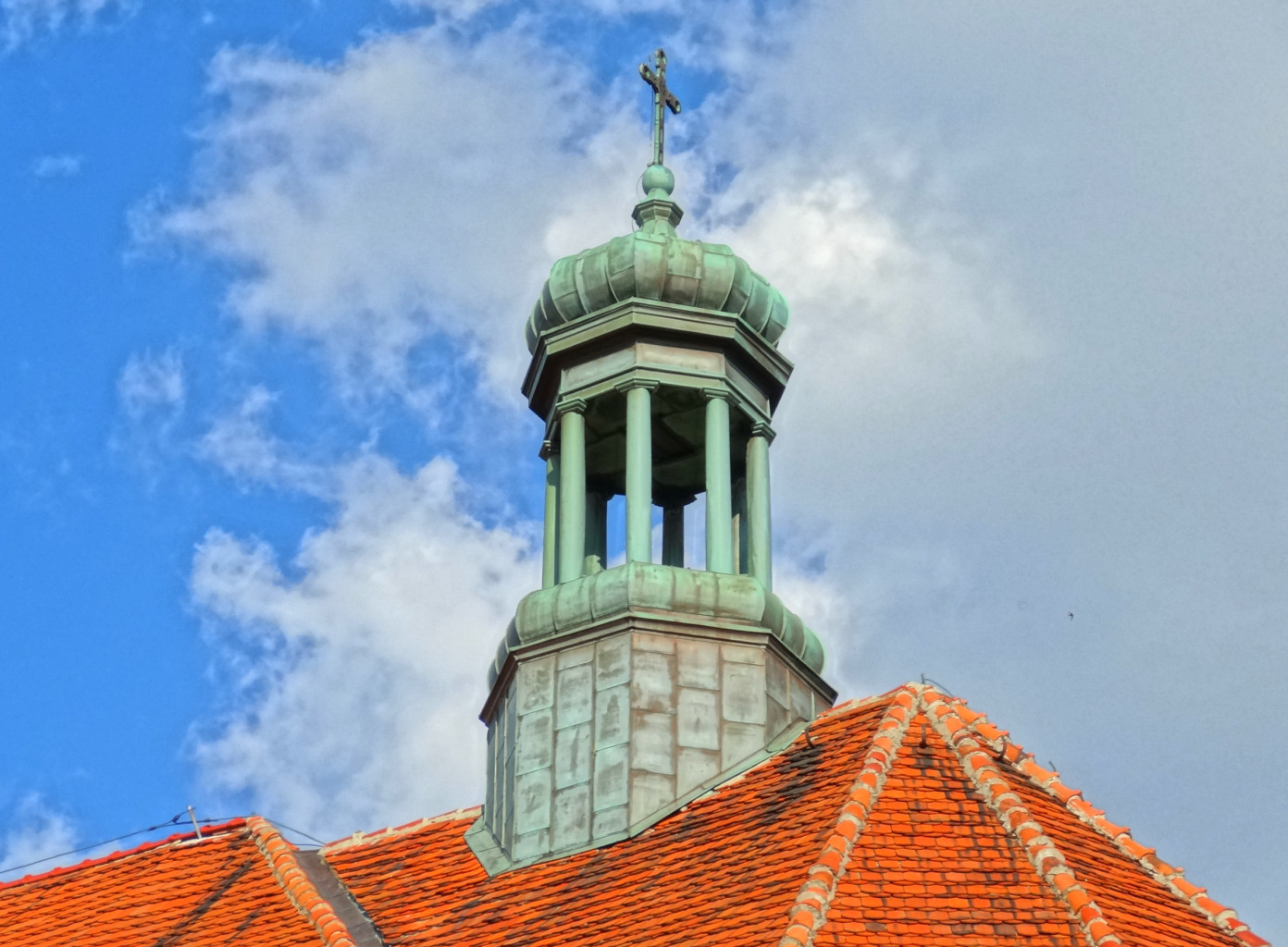
Sygnaturka
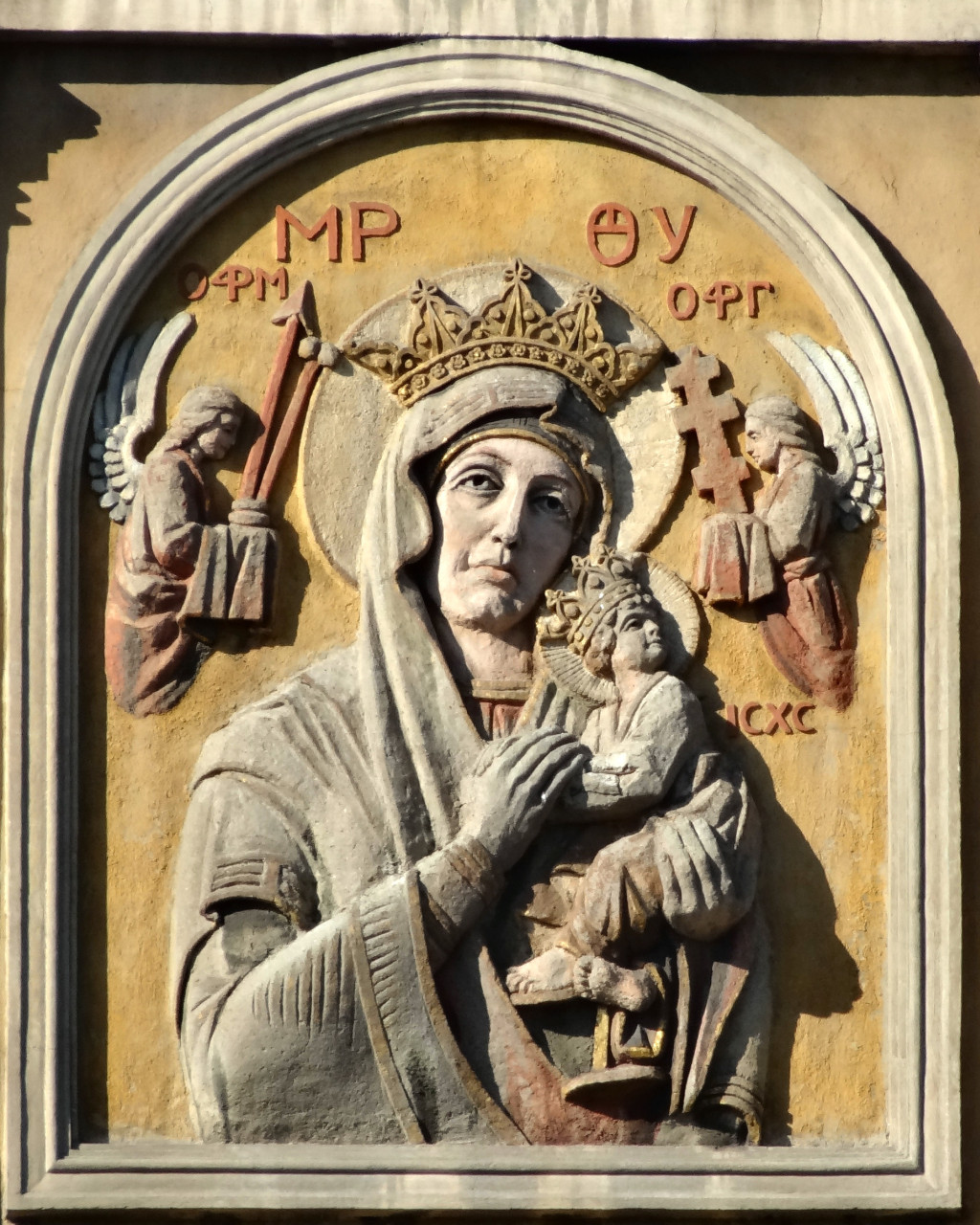
Płaskorzeźba na wieży
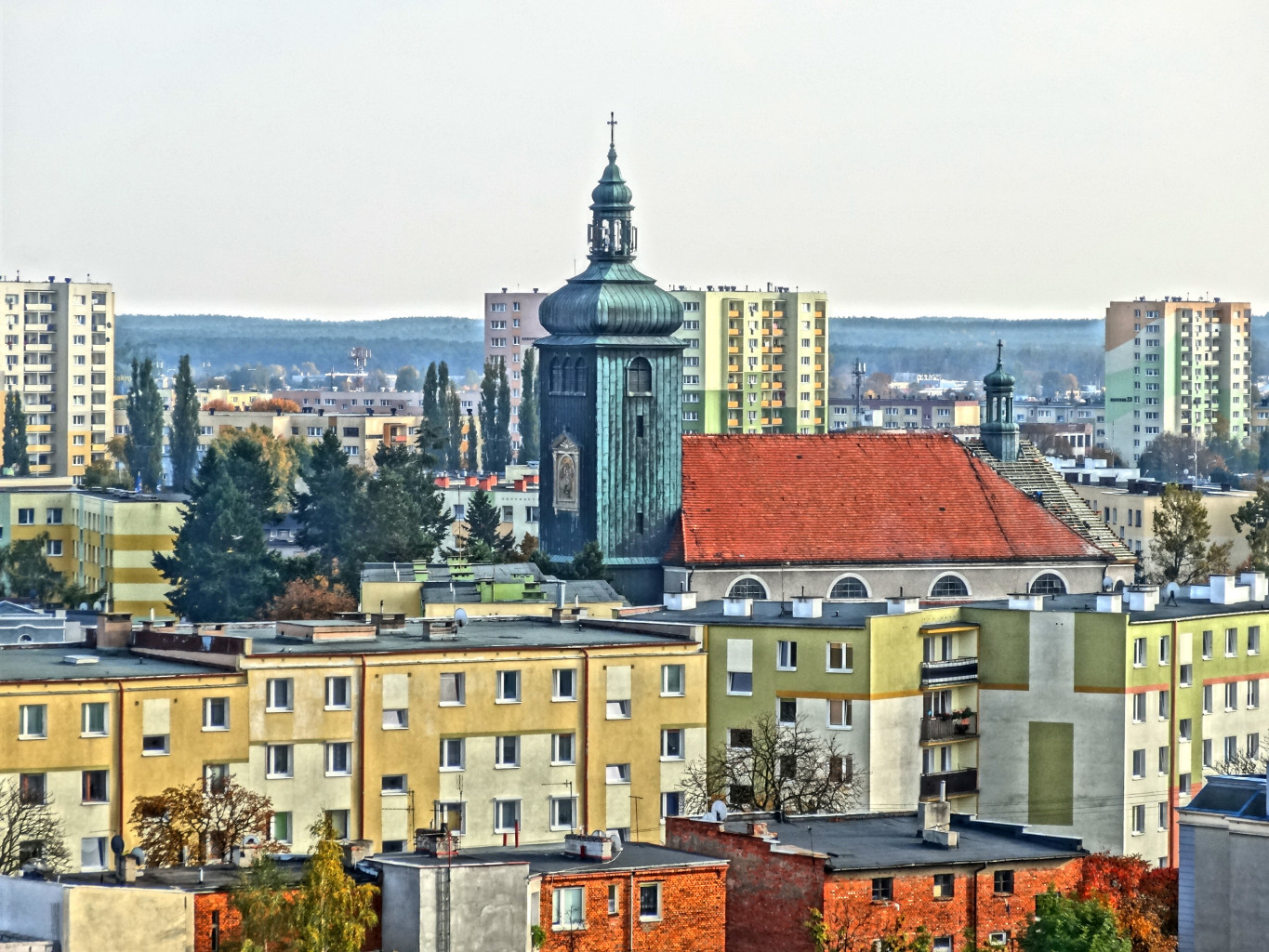
Widok z wieży ciśnień
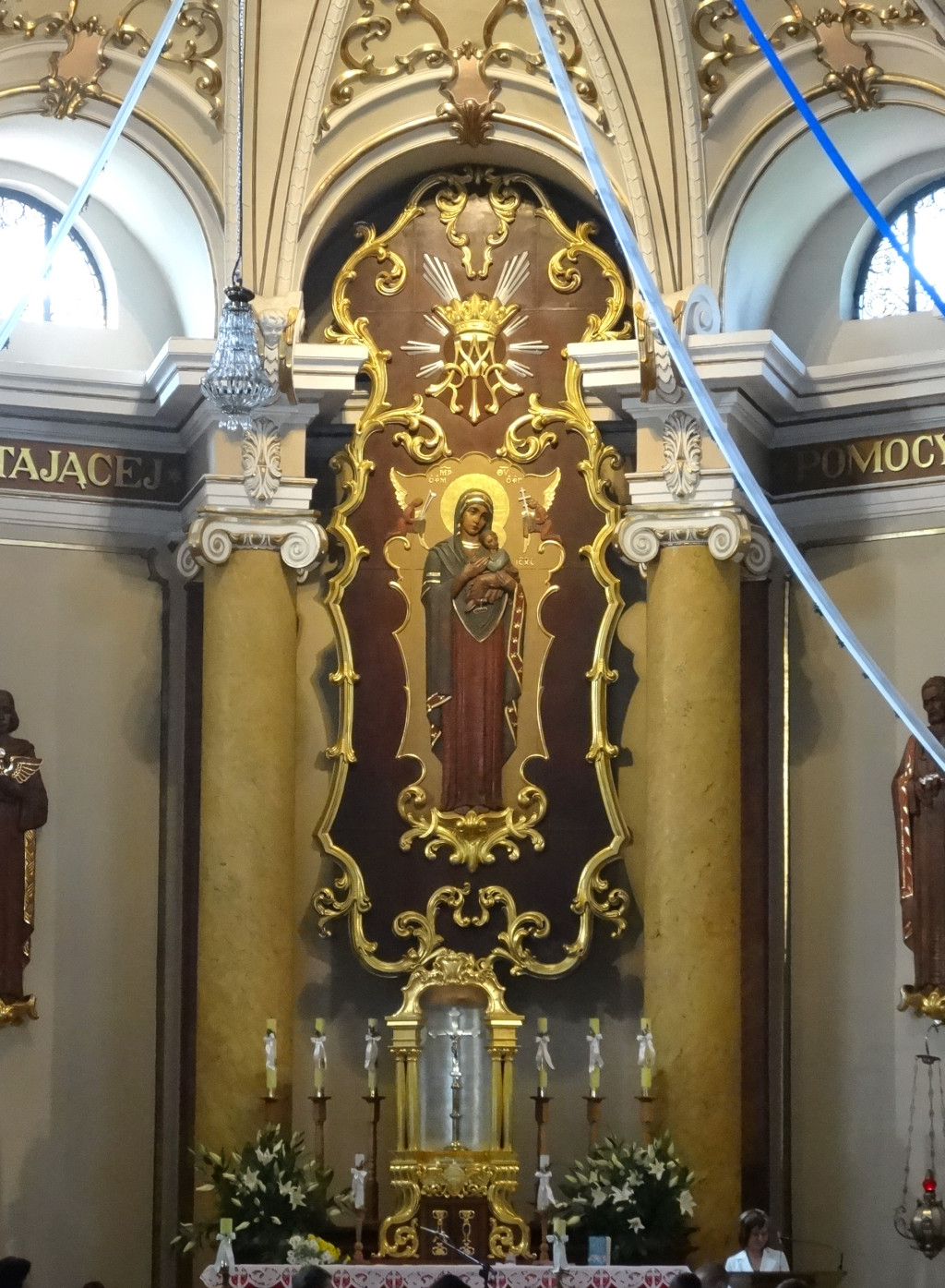
Ołtarz główny
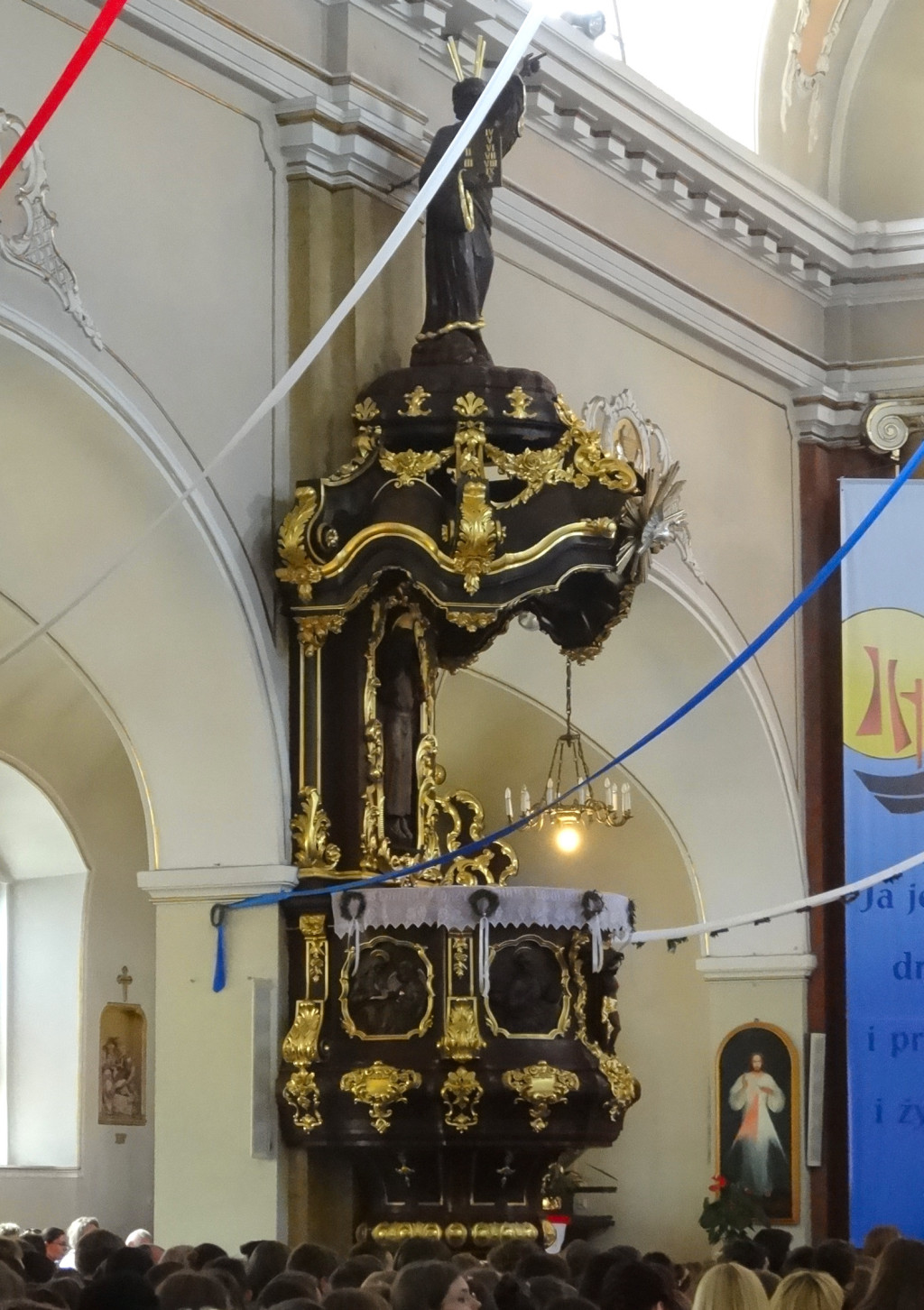
Ambona
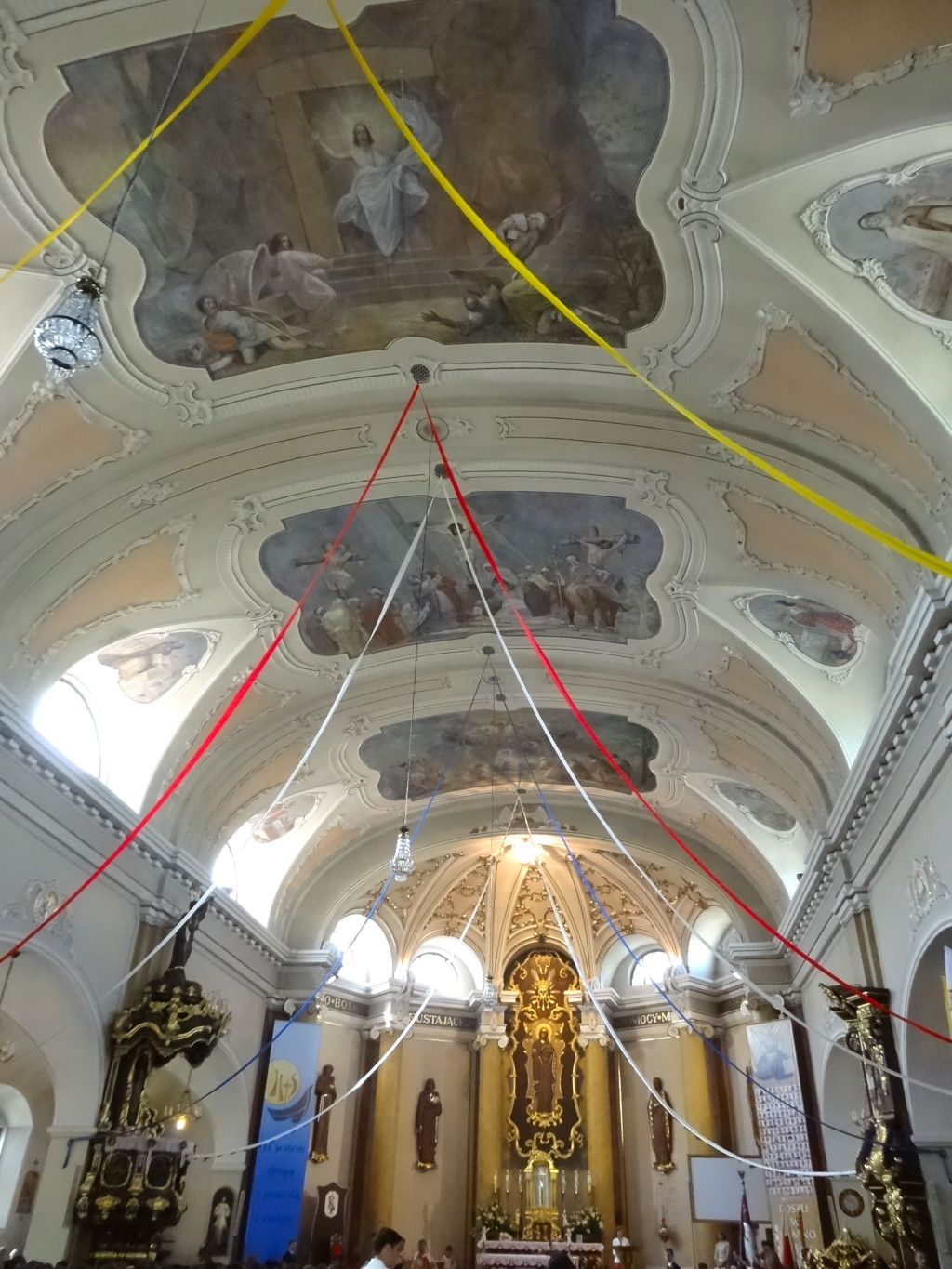
Polichromie